# 三巻本 (枕草子)
三巻本（さんかんぼん）は、日本の随筆作品『枕草子』の写本の系統の一つ。安貞二年奥書本（あんていにねんおくがきぼん）とも呼ばれる。三巻本系統にだけあって能因本にない段に「唯見江心」という琵琶弾きの段がある。

## 概要
大別して4種類が確認されている『枕草子』の写本系統の内、随想・類想・回想章段が混在した状態の雑纂本と呼ばれる系統の一つ。跋文（あとがき）の後に、跋文に登場する源経房と作者・清少納言の孫に当たる橘則季の経歴が記されており、それに続けて1228年（安貞2年）3月付の耄及愚翁（もうぎゅうぐおう）と名乗る人物による以下の奥書が記されている。
　安貞二年三月　耄及愚翁 在判
(写本には以下のように記されている) かつて所持していた粗雑な写本を無くしてから、久しく年月が経った。そのため、一揃いの写本を外より借り受けて書き写すよう（他の者に）命じたのがこの写本である。本文の正確性を証明する写本が他に無いため、不審な部分も少なくない。但し、可能な範囲で他の資料を参照して時代・年月について注釈を記したが、これもまた誤っているかも知れない。
藤原定家が『臨時祭試楽調楽』で賀茂祭について引用した一文が三巻本一類に近似した特徴を備えていることなどから四系統の写本では最も古態を留めた文体であると考えられており、近世以降は（耄及愚翁が「不散不審」としたことからもわかるように）難解な表現の多さから鎌倉時代以降に後人の手が加わったと目される能因本での本文解釈が主流となり、江戸時代の注釈書である加藤磐斎『清少納言枕草紙抄』・北村季吟『枕草子春曙抄』・岡西惟中『枕草紙旁註』はいずれも能因本をベースに三巻本の本文を参酌して校訂を加えた本文が対象となっていた。このような能因本優位の状態は明治・大正期まで続いたが『国語と国文学』（雄山閣）1928年（昭和3年）1月号で池田亀鑑が論文「清少納言枕草子の異本に関する研究」を発表し、三巻本（安貞二年奥書本）の優位性を唱えて以降は三巻本の本文をベースにした本文解釈が進み、1939年には山岸徳平が『校註枕草子』（武蔵野書院）で初めて三巻本を底本に採用。1946年（昭和21年）刊の田中重太郎校註・日本古典全書（朝日新聞社）でも三巻本が底本に採用され、戦後は三巻本を底本に用いるのが主流となっている。

### 一本
「まことにや、やがては下ると言ひたる人に」（日本古典文学大系318段）の後に「一本 きよしと見ゆるものの次に」として「夜まさりするもの」から始まる類想章段と「松の木立高き所の」から始まる随想章段が記載されているのが三巻本の本文の大きな特徴である。この「一本」は「別の本には『きよしと見ゆるもの』（大系148段）以降に以下の章段が書かれていた」との意味であるが、該当する本文を保有した写本は三巻本以外に現存せず、河内方（河内学派）の素寂が『紫明抄』で引用した『枕草子』の写本（堺本の源流に擬される）と併せて、清少納言本人の手で完成された最終稿とは全く別の「異本」（源経房が広めた成長過程の本文から派生した系統か）の存在が示唆される。
一本の本文自体も一類（甲類）と二類（乙類）で相違が見られ、二類では「夏のしつらひは」と「冬のしつらひは」が一類の「火桶は」と「畳は」の間に入り、一類の一本が随想章段「女房のまゐりまかでには」で終わるのに対して二類は「又一本」としていくつかの類想章段を堺本系統の写本より採用している。

## 主な写本
三巻本の写本系統は、池田亀鑑により一類（甲類）・二類（乙類）に分けられている。この他、抜書本と呼ばれる一部の章段を抄録した写本も伝わっている。また、一類に属するか二類に属するか説が分かれているが、鎌倉時代末期に作成されたと見られる『枕草子絵詞』の本文は三巻本系統と認められる。

### 一類（甲類）
「心ちよげなるもの」（大系80段）から始まる系統。「春はあけぼの」（第1段）から「あぢきなきもの」（大系79段）までが欠けており、当初は四巻本だったのではないかと推測されている。また、二類が重複とみなして除去したと思われる「原は」（大系16段、113段）と「森は」（大系112段、207段）の同じ主題について書かれた本文の異なる類想章段が重出している点も特徴である。
- 陽明文庫所蔵本

室町時代中期の書写。別に「陽明文庫乙本」が存在するため「陽明文庫甲本」とも呼ばれる。新潮日本古典集成（萩谷朴校註、1977年刊）以降、底本の主流となっている伝本であり杉山重行『三巻本枕草子本文集成』（笠間書院、1999年）も陽明文庫本が底本とされている。
- 宮内庁書陵部所蔵本

- 陽明文庫乙本

宮内庁書陵部所蔵本を謄写。
- 高松宮家所蔵本

### 二類（乙類）
一類に欠けた「春はあけぼの」から「あぢきなきもの」までが一類の上巻（「心ちよげなるもの」以降）と合本になっているため、上巻のみが中・下巻と比して分量が厚くなっているのが特徴。一類に欠けた「受領は」（大系174段）の段を有するのを始め、能因本や類纂形態の堺本を参酌して本文を校合した形跡が認められる。
- 弥富破摩雄氏旧蔵本

大東急記念文庫所蔵。新編日本古典文学全集（松尾聰・永井和子校註、1997年刊）で一類に欠けた部分の底本。
- 尊経閣文庫所蔵本

前田家所蔵（類纂形態の前田本とは別）。元は三巻であったものを五巻に改綴している。新潮日本古典集成で一類に欠けた部分の底本。
- 内閣文庫所蔵本

新日本古典文学大系（渡辺実校註、1991年刊）で一類に欠けた部分の底本。
- 勧修寺家旧蔵本
- 伊達家旧蔵本
- 刈谷市中央図書館所蔵本
- 古梓堂文庫所蔵本
- 中邨秋香氏旧蔵本

### 両類本
「七日の日の若菜を」（大系131段）までの上巻が二類、中・下巻が一類の本文により構成される合成本。
- 岩瀬文庫所蔵本

柳原紀光自筆。日本古典文学大系（池田亀鑑・岸上慎二校註、1958年刊）の底本。